# Saadia Himi
Saadia Himi (sinh ngày 8 tháng 2 năm 1984 tại Nijmegen) là một người mẫu và nữ hoàng sắc đẹp đến từ Hà Lan. Himi chiến thắng cuộc thi sắc đẹp Hoa hậu Trái Đất Hà Lan 2004 và trở thành đại diện cho Hà Lan tại đấu trường Hoa hậu Trái Đất 2004 được tổ chức ở Quezon, Philippines.